# سوزان روبرتس
سوزان روبرتس (بالإنجليزية: Suzanne Roberts)‏ هي مصورة وصحفية أمريكية، ولدت في 2 أكتوبر 1970.